# Peter Regin
Peter Regin Jensen (Herning, 16 aprile 1986) è un hockeista su ghiaccio danese.

## Carriera
Nel corso della sua carriera ha indossato le maglie di Herning IK (2002-2005), Timrå IK (2005-2008), Binghamton Senators (2008/09), Ottawa Senators (2008-2012, 2012/13), SC Langenthal (2012/13), New York Islanders (2013/14), Chicago Blackhawks (2013/14, 2014/15), Rockford IceHogs (2014/15) e Jokerit (dal 2015/16).
Ha rappresentato la nazionale danese in sette edizioni dei campionati mondiali a partire dal 2005.